# Gravitas
La gravitas (com la dignitat i la serietat exempta de tota frivolitat), era una de les antigues virtuts romanes que la societat més apreciava, juntament amb el deure, la pietas, la dignitas i la virtus.
El terme gravitas no deu confondre's amb "gravetat" entesa com a importància, encara que els dos termes tenen una etimologia comuna: tots dos deriven, de fet, de la paraula llatina que indica pes, pesadesa. Adquireix el significat d'un sentit ètic, de serietat, severitat i dignitat i connota una certa substància o profunditat de personalitat. En l'antiga Grècia, el terme areté podria tenir una accepció semblant.